# Knoblauch (Heraldik)

Knoblauch im Wappen (Adelsgeschlecht Knoblauch)

Der Knoblauch (Knoblauch oder Ackerknoblauch) ist nicht nur Gewürz, sondern auch eine seltene Wappenfigur in der Heraldik.
Sie ist hier von der Zwiebel zu unterscheiden.
Dargestellt wird die Knoblauchknolle mit dem Lauch im Wappenschild oder im Oberwappen und ist in den bekannten heraldischen Tinkturen möglich. Der Heraldiker H.G. Ströhl beschreibt in seinem Heraldischen Atlas das im Sammelband des 16./17. Jahrhundert dargestellte Wappen der Knoblacher.
Der Knoblauch eignet sich als redende Wappenfigur, besonders für Familien mit dem Namen Knoblauch, Knoblach, Knobloch, Knoblich oder ähnliche Schreibweisen. Im Wappen des Adelsgeschlechtes Knoblauch sind drei Figuren im Schild und ebenso viel im Oberwappen.

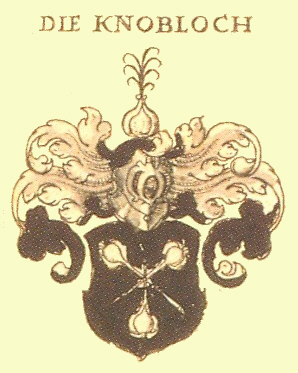
Darstellung im Siebmacher
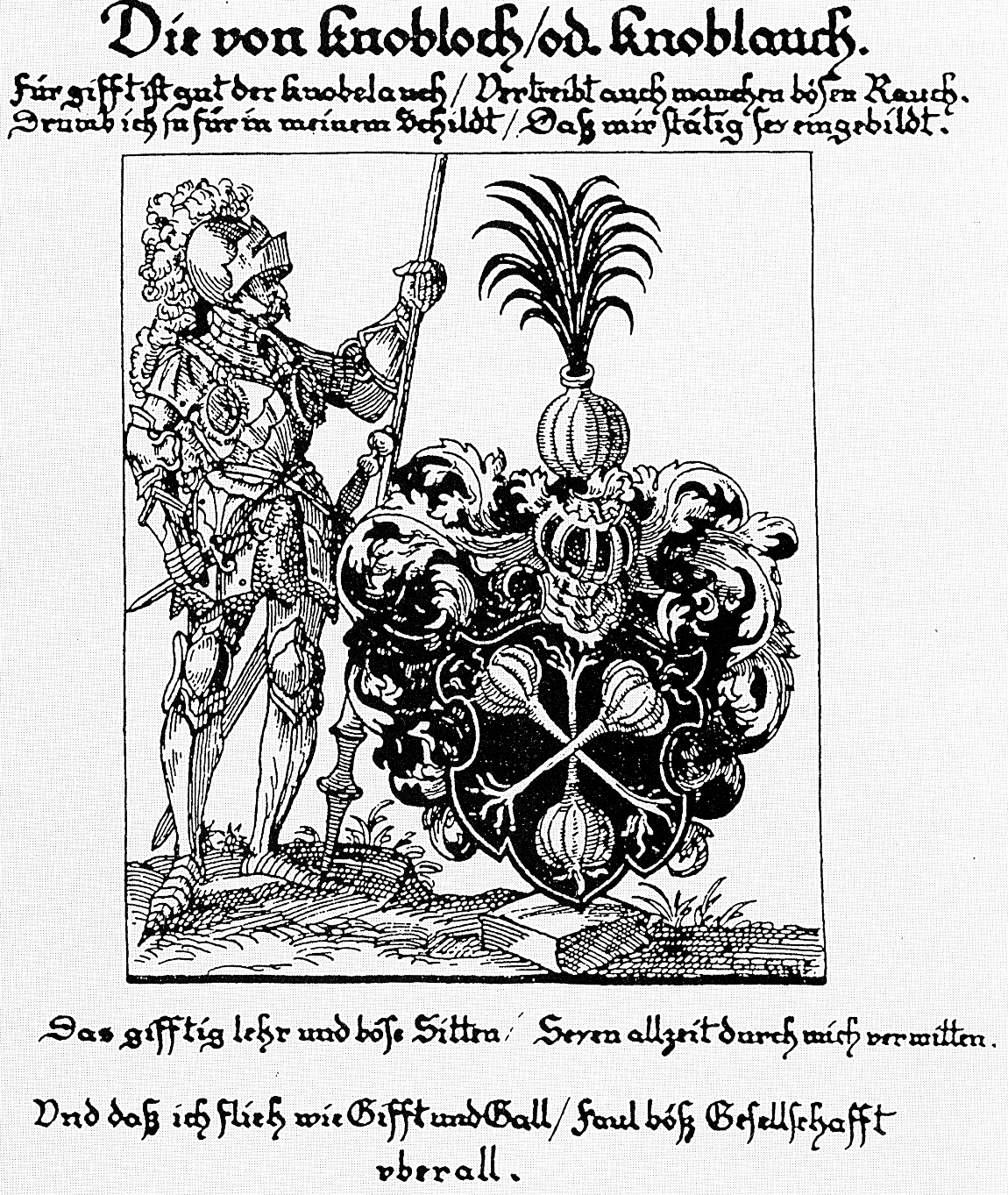
Wappens der Familie Knoblauch 1578
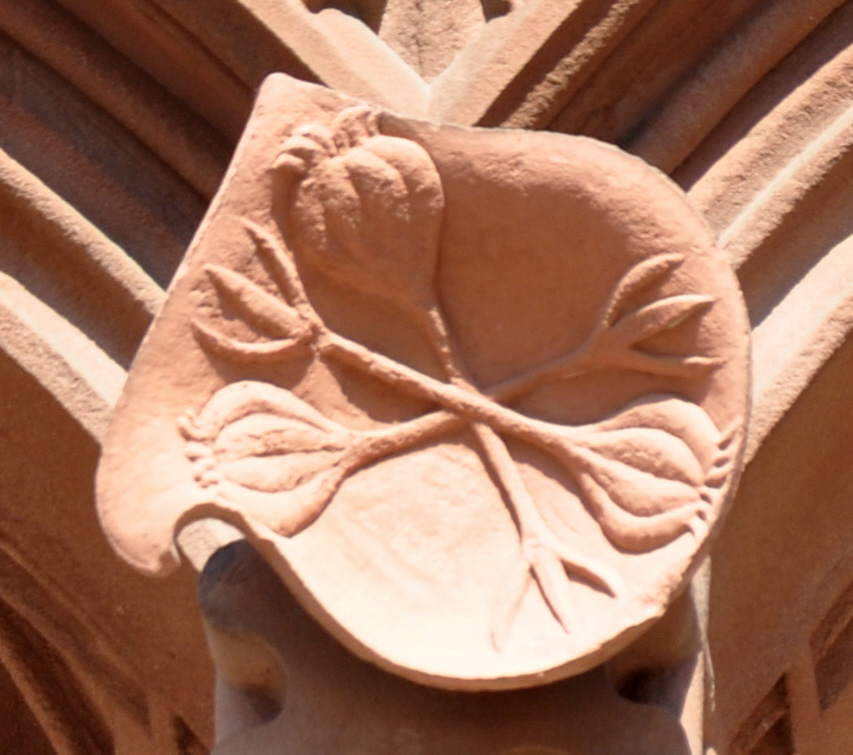
Frankfurt am Main, Haus zum Römer, Fassade, Wappen am Balkon, obere Reihe, Nr. 7